# Pod znakiem Koziorożca
Pod znakiem Koziorożca (ang. Under Capricorn) – brytyjski melodramat z 1949 roku, w reżyserii Alfreda Hitchcocka. Adaptacja powieści Helen Simpson pt. Under Capricorn.
Film znany też pod alternatywnym tytułem: Poniżej zwrotnika Koziorożca.

## Treść
Jest rok 1831. Charles Adare przybywa do Australii. Poznaje zamożnego człowieka, Sama Flusky’ego. Ten przedstawia mu swoją żonę, Hanriettę. Hanrietta okazuje się być uzależniona od alkoholu. Charels zauważa, że jest ona źle traktowana przez służącą, Milly i domyśla się, że służąca pragnie zająć jej miejsce. Coraz bardziej zafascynowany Hanriettą, postanawia jej pomóc...

## Obsada
- Ingrid Bergman – Lady Henrietta Flusky
- Michael Wilding – Charles Adare
- Joseph Cotten – Sam Flusky
- Margaret Leighton
- Cecil Parker – Gubernator
- G.H. Mulcaster – Doktor Macallister
- Francis De Wolff – Major Wilkins
- Ronald Adam – Pan Riggs
- Victor Lucas – Wielebny Smiley
- Bill Shine – Pan Banks
- John Ruddock – Pan Potter
- Harcourt Williams – Trener
- Denis O’Dea – Pan Corrigan